# Anagonia scutellata
Anagonia scutellata là một loài ruồi trong họ Tachinidae.